# Cyberport SE
Cyberport ist ein deutsches E-Commerce-Unternehmen mit Sitz in Dresden. Es wurde 1998 gegründet und gehört vollständig zu Hubert Burda Media. Cyberport startete als Onlineshop für Apple-Computer und entwickelte sich zu einem der größten Einzelhändler von Consumer Electronics in Deutschland. Das Sortiment umfasst heute beispielsweise Notebooks, Smartphones, Fernseher und Haushaltsgeräte. Neben dem Verkauf über das Internet betreibt Cyberport 16 eigene Filialen in Deutschland und Österreich.

## Geschichte

Logo bis 2023

Im September 1998 wurde die Firma Cyberport GmbH von den Brüdern Jörg und Olaf Siegel gemeinsam mit Jörg Holzmüller gegründet. Das Unternehmen konzentrierte sich zunächst auf den Verkauf von Apple-Computern über das Internet. Cyberport verzeichnete ein rasantes Umsatzwachstum und erweiterte sein Sortiment auf andere Marken. 1999 stieg das Unternehmen in die PC-Produktion ein und stellte öffentlichkeitswirksam den ersten ausschließlich in Sachsen gefertigten Computer vor. Außerdem forcierte Cyberport den Verkauf individuell konfigurierter PCs. Neben dem Betriebssystem Windows zertifizierte Red Hat seine Linux-Distribution für die Computer des Dresdner Unternehmens. Bereits im ersten Geschäftsjahr erwirtschaftete Cyberport einen Umsatz in Millionenhöhe, das Unternehmen galt daher als Paradebeispiel der sächsischen IT-Branche. Aufgrund des anhaltenden Erfolgs stieg 1999 Hubert Burda Media beim Unternehmen ein. Zunächst kaufte man 15 % der Anteile, im Jahr 2000 übernahm der Medienkonzern dann die Mehrheit.
Vor dem Einstieg von Hubert Burda Media war auch ein Börsengang von Cyberport im Gespräch, der aber wegen des Platzens der Dotcom-Blase nicht zustande kam. Nachdem einer der Gründer das Unternehmen 2001 verließ, wuchs Cyberport weiterhin gegen den Branchentrend. 2003 überschritt man erstmals die Marke von 50 Millionen Euro Umsatz. Cyberport baute seine Aktivitäten am Hauptsitz in Dresden aus, das Unternehmen stellte dort kontinuierlich neue Mitarbeiter ein. Unter anderem wurde in die Qualität der Kundenbetreuung investiert. Außerdem eröffnete man 2003 die erste Filiale am Stammsitz in Dresden. Später expandierte Cyberport zum Beispiel auch nach Berlin und an andere Standorte. Das Unternehmen wurde zu einer wichtigen Säule des digitalen Geschäfts von Hubert Burda Media. Nachdem Cyberport sein Sortiment um Haushaltsgeräte wie Kühlschränke und Waschmaschinen erweitert hatte, baute das Unternehmen zusätzlich ein komplett neues Logistikzentrum in Siebenlehn. Dieses wurde im Jahr 2023 flächenmäßig verdoppelt.
2008, das heißt zehn Jahre nach der Gründung des Unternehmens, erzielte Cyberport 182 Millionen Euro Umsatz. 2009 eröffnete das Unternehmen seine bis dato größte Filiale in Leipzig. Neben dem deutschen Markt expandierte Cyberport nach Österreich. Am Wiener Westbahnhof entstand die erste Filiale. Zeitweise war Cyberport auch als Investor für die insolvente österreichische Elektronikkette Niedermeyer im Gespräch. Die positive Entwicklung des Unternehmens setzte sich fort, bis 2012 stieg der Umsatz auf über eine halbe Milliarde Euro. Um die Wachstumsraten zu halten, erhielt Cyberport 2013 eine neue Geschäftsführung. Ferner forcierte man den Ausbau des Filialnetzes, was insbesondere als Angriff auf die Media-Saturn-Holding verstanden wurde. 2016 hatte das Unternehmen insgesamt 14 Standorte in Deutschland und Österreich.
2017 kaufte Hubert Burda Media die restlichen Anteile an Cyberport und wurde damit zum alleinigen Gesellschafter des Unternehmens. Cyberport wiederum übernahm das auf den Vertrieb von Toner, Tinte und Bürobedarf spezialisierte E-Commerce-Unternehmen HQ Patronen.

### Umbau und Fusion mit Computeruniverse
Im Mai 2023 ändert Cyberport seine Rechtsform von der GmbH in eine europäische Aktiengesellschaft (SE). Im September 2023 wird das ebenso zur Hubert Burda Media gehörende Unternehmen Computeruniverse, das einen Großteil seines Umsatzes mit seinem Russland-Geschäft erwirtschaftet hatte und stark defizitär war, in die neue Cyberport SE integriert.
Im März 2024 verlässt die geschäftsführende Direktorin der BurdaCommerce SE, der die Cyberport SE untergeordnet ist, Aliz Tepfenhart, nach 9 Jahren das Unternehmen. Daraufhin verkündet Burda eine "Neuausrichtung" der BurdaCommerce, die bisherigen Geschäftsführenden der Cyberport SE scheiden aus. An deren Stelle treten mit sofortiger Wirkung Maik Friedrich, der ehemalige Geschäftsführer von Computeruniverse, in der Rolle des COO, Stefan Köhler als CFO, der selbige Position zuvor bei der Online-Parfümerie Flaconi innehatte, und interimistisch Marc Al-Hames, der bereits HolidayCheck durch seine Krise während der Corona-Pandemie geführt hat, die Rolle des CEO.